# Ghost Studio
Ghost Studio (韓語：고스트스튜디오) 是一家总部设于韩国的综合娱乐公司，成立于2016年，前身为 ME2ZEN Limited。业务包括开发和制作游戏、网络漫画、电视剧和电影等内容，在北京、香港、成都分别设有分公司。

## 发展历史
2016年9月6日，乐禅科技（Lucky Zen Limited）由北京创智优品（ZenJoy）注资成立，初期是一家位于香港的社交赌场游戏公司，拥有多款经典老虎机赌场游戏和纸牌游戏，包括《Slots-Classic Vegas Casino》《Double Hit Casino》《Solitaire》，北美市场占总销售额的80%。2017年10月，韩国社交赌场游戏开发和服务公司 ME2ON（201490）收购乐禅科技 50.1%股权，并将公司更名位 ME2ZEN Limited（明途真）。2020年8月，ME2ZEN 在韩国创业板（KOSDAQ）上市，随后发布了多款手机游戏。
2021年11月，收购网络漫画和网络小说平台 Metoon & Novel 70%股权。12月，收购第三人称射击和角色扮演游戏专业公司 JOFSOFT。2022年1月，收购区块链平台 MEVerse Labs。 2023年2月，收购网络漫画和网络小说内容制作公司 Bluepic。
2023年8月，收购由 Studio Santa Claus Entertainment 前高层崔明奎创办的娱乐经纪公司 Ghost Studio，旗下艺人包括周元、李多熙、金玉彬、权娜拉、金盛吴等艺人。同年10月，ME2ZEN Limited 正式更名为 Ghost Studio。

## 旗下子公司
| 公司名称       | 韩文名     | 收购日期   | 持股 | 业务                               |
| -------------- | ---------- | ---------- | ---- | ---------------------------------- |
| Metoon & Novel | 미툰앤노벨 | 2021年11月 | 70%  | 網絡漫畫和網絡小說平台             |
| Jofsoft        | 조프소프트 | 2021年12月 | 51%  | 開發和服務動作RPG遊戲和策略TPS遊戲 |
| MEVerse Labs   | 미버스랩스 | 2022年1月  | 51%  | 區塊鏈平台                         |
| Bluepic        | 블루픽     | 2023年2月  | 51%  | 網絡漫畫和網絡小說內容製作         |

## 旗下藝人

### 男演員
- 金盛吴
- 劉慶秀
- 柳成祿
- 閔鎮雄
- 朴健一
- 朴智烈（박지열）
- 嚴泰雄
- 陰問錫
- 李善鎬
- 李泰熙（이태희）
- 李孝濟（2024年—）
- 林在赫
- 鄭瓚浩（정찬호）
- 正焕
- 周元
- 車⽌赫
- 崔權
- 崔泰俊
- 許俊碩
- 黃在烈
- 李尚宇（이상우）
- 尹在河（윤재하）
- 權玄彬（2024年—）
- 金耀漢（2024年—）[9]

### 女演員
- 姜星
- 權娜拉
- ⾦丝京（김스경）
- 金玉彬
- 朴柱美
- 朴慧秀
- 宋湘恩
- 申知原
- 吳賢慶
- 吴惠秀（오혜수）
- 李多熙
- 李素珍（이소진）
- 李胜允（이승윤）
- 李侑菲
- 李裕珍
- 李恩泉
- 李伊潭
- 張姬領
- 赵恩瑞
- 車珠英
- 蔡舒辰
- 洪智允
- 黄美娜（황미나）
- 高媛熙
- 安瑞賢（2024年—）
- 丁夏潭（2024年—）[10]

## 過往藝人
- 秀爱（2022年-2023年）
- 梁玄敏
- 李瑞安
- 朴世阮

## 網絡漫畫和小說

### 漫画
- 皇家學院的天才劍豪
- 厭學魔法師想畢業
- 被塔詛咒的獵人
- 下水道
- 阿德利亞之花的束縛
- 從地獄歸來的聖座
- FFF級勇士求關注

### 小說
- 厭學魔法師想畢業
- 機智的文明生活
- 水流
- 武林官員生存記
- 純情漫畫

## 線上遊戲
- 經典拉斯維加斯賭場《Classic Vegas Casino》
- 幸運連連賭場《Double Hit Casino》
- 紙牌遊戲《Solitaire》
- 海洋大冒險《Solitaire Sealife》
- 歡樂釣魚《Solitaire Fishing Go!》
- 紙牌消除之旅《Tripeaks Journey》
- 紙牌消除-農場冒險之旅《Tripeaks Farm Adventure》
- 口袋戰爭: NFT War《Pocket Battles: NFT War》
- 奇蹟消除《3D Match Miracle》

## 外部鏈接
- 官方网站（中文）
- Ghost Studio NAVER Blog （页面存档备份，存于）
- Ghost Studio的Instagram帳戶
- Ghost Studio的Facebook專頁
- Ghost Studio的X（前Twitter）